# Метличка
Метличка (болг. Метличка) — село в Болгарии. Находится в Кырджалийской области, входит в общину Кирково. Население составляет 39 человек.

## Политическая ситуация
Метличка подчиняется непосредственно общине и не имеет своего кмета.
Кмет (мэр) общины Кирково —  Шукран Кязим Идриз (Движение за права и свободы (ДПС)) по результатам выборов в правление общины.